# Vicky Parnov
Vicky Parnov (ur. 24 października 1990 w Moskwie) – australijska lekkoatletka, specjalizująca się w skoku o tyczce.
Skok o tyczce uprawia także jej młodsza siostra – Elizabeth, sukcesy w tej konkurencji odnosił także ich ojciec – Aleksandr.

## Osiągnięcia
- brązowy medal mistrzostw świata juniorów (Pekin 2006)
- złoto mistrzostw świata juniorów młodszych (Ostrawa 2007) wynik uzyskany przez Parnov podczas tych zawodów (4,35) jest aktualnym rekordem tej imprezy
- medalistka mistrzostw kraju w różnych kategoriach wiekowych

## Rekordy życiowe
- skok o tyczce (stadion) – 4,40 (2007 i 2016)
- skok o tyczce (hala) – 4,21 (2016)